# Automorphisme

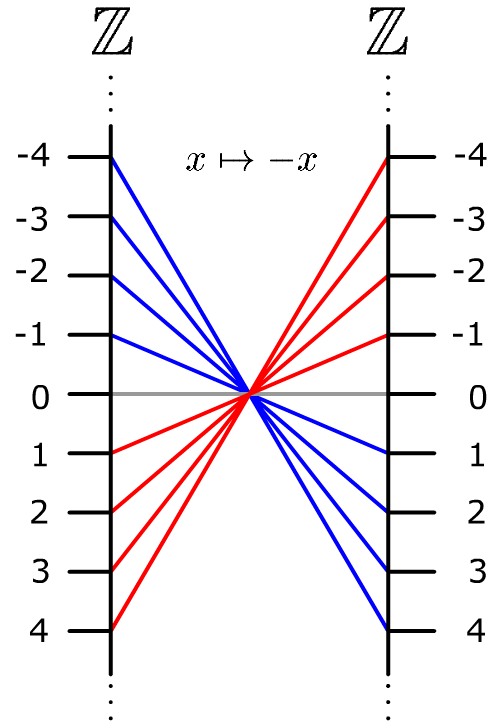
Exemple d'automorphisme : si les entiers sont considérés comme un groupe avec l'addition comme opérateur, la négation préservera la structure du groupe : suivre les lignes de l'illustration avant ou après l'addition donnera le même résultat ; (-a) + (-b) = -(a + b).

Un automorphisme est un isomorphisme d'un objet mathématique X dans lui-même. Le plus souvent, c'est une bijection de X dans X qui préserve la « structure » de X. On peut le voir comme une symétrie de X. Les automorphismes de X forment un groupe.

## Définition
La définition abstraite d'un automorphisme est la suivante : c'est un endomorphisme qui est en même temps un isomorphisme. Autrement dit, c'est un morphisme d'un objet X d'une catégorie donnée dans lui-même, qui est également un isomorphisme.
Cette définition est très générale et peut paraître assez abstraite. Dans les cas les plus fréquents cependant, elle se réduit à quelque chose de beaucoup plus concret. Par exemple, dans le cas d'une structure algébrique, un automorphisme sera simplement une application bijective qui préserve la ou les lois de composition définissant la structure.
L'ensemble des automorphismes d'un objet X est en général noté Aut(X), ou {\displaystyle {\rm {Aut}}_{C}(X)} lorsqu'on veut préciser que l'on se place dans la catégorie C. La composition de fonctions (ou des flèches dans le cadre général des catégories) donne à Aut(X) une structure de groupe : l'élément neutre est la fonction identité, et l'inverse d'un automorphisme est sa réciproque.

## Exemples
- Si X est un ensemble, le groupe des automorphismes de X est le groupe symétrique sur X.
- Si V est un espace vectoriel sur un corps commutatif K, les automorphismes de V sont les applications linéaires bijectives de V dans lui-même. Dans le cas où V est de dimension finie n, Aut(V) est isomorphe au groupe linéaire GLn(K).
- Si X est un espace topologique, les automorphismes de X sont les homéomorphismes de X dans lui-même.
- Si M est une variété différentielle, les automorphismes de M sont les difféomorphismes de M dans elle-même.
- Si K est un corps, un automorphisme de K est simplement un morphisme d'anneaux bijectif de K dans K. Par exemple, {\displaystyle \mathbb {Q} } n'a pas d'automorphismes non triviaux (c'est-à-dire différents de l'identité). Par contre, {\displaystyle \mathbb {C} } possède deux automorphismes continus : l'identité et la conjugaison. {\displaystyle \mathbb {C} } possède également d'autres automorphismes de corps non continus. L'étude des automorphismes de corps constitue l'objet principal de la théorie de Galois.

## Automorphismes intérieurs et extérieurs
Si G est un groupe, ses automorphismes sont les morphismes bijectifs de G dans G.
Pour tout {\displaystyle g\in G}, l'application {\displaystyle \iota _{g}:x\mapsto gxg^{-1}} est un automorphisme de G. L'application {\displaystyle \iota :g\mapsto \iota _{g}} est alors un morphisme de groupes de G vers Aut(G). Son noyau est le centre de G. Son image, notée Int(G), est un sous-groupe normal de Aut(G), dont les éléments (les {\displaystyle \iota _{g}}) sont appelés les automorphismes intérieurs de G. Le quotient de Aut(G) par Int(G) est noté Out(G) ; ses éléments sont appelés les automorphismes extérieurs de G.

## Sous-groupe du groupe des automorphismes
- On peut parfois s'intéresser à un sous-groupe du groupe des automorphismes. L'un des premiers exemples marquants est celui d'un automorphisme de corps qui est l'identité sur un sous-corps; si K est le corps et L le sous-corps, un tel automorphisme s'appelle un K-automorphisme de L. Ce concept a abouti à la théorie de Galois.
- Si l'on a un morphisme, f, de A dans B on peut s'intéresser aux automorphismes de A qui sont compatibles avec f. On obtient ainsi le concept de morphisme au-dessus d'un objet, concept très présent dans la géométrie algébrique. Si le morphisme f est un revêtement on retrouve la théorie de Galois liée aux revêtements.